# Данташ, Тиагу
Тиагу Филипе Оливейра Данташ (порт. Tiago Filipe Oliveira Dantas; родился 24 декабря 2000, Лиссабон) — португальский футболист, полузащитник хорватского клуба «Риека».

## Клубная карьера
Уроженец Лиссабона, Данташ начал футбольную карьеру в академии «Бенфики» в 2010 году. 21 декабря 2019 года дебютировал в основном составе «Бенфики» в матче Кубка португальской лиги против «Витории Сетубал».
В октябре 2020 года отправился в сезонную аренду в «Баварию». 27 февраля 2021 года дебютировал в основном составе «Баварии» в матче немецкой Бундеслиги против «Кёльна», выйдя на замену Йозуа Киммиху на 87-й минуте. 10 апреля 2021 года впервые вышел в стартовом составе «Баварии» в матче немецкой Бундеслиги против берлинского «Униона»
22 июля 2023 года перешёл на правах аренды в нидерландский АЗ.
29 августа 2024 года перешёл в хорватский «Осиек», подписав контракт до конца сезона 2024/25. 31 августа дебютировал в чемпионате Хорватии в гостевом матче против «Хайдука». 30 ноября забил дебютный гол в матче со «Славен Белупо».

## Карьера в сборной
Выступал за сборные Португалии до 16, до 17, до 19 и до 20 лет.

## Достижения

### Командные
«Бавария»
- Чемпион Германии: 2020/21
- Победитель клубного чемпионата мира по футболу: 2020 (не играл)